# Даниловка (Пензенская область)
Даниловка — село в Лопатинском районе Пензенской области России, административный центр Даниловского сельсовета.

## География
Село расположено в 30 км к юго-западу от районного центра села Лопатино, по обе стороны речки Чардым, левого притока Узы.

## История
Село основано в конце XVII — начале XVIII века служивыми людьми города Петровска; в 1711 году построена церковь во имя Дмитрия Солунского, в 1797 году построена новая. Затем оказалась в руках помещика. По преданию, Пётр I после войны со шведами послал 12 рот одного полка под Саратов. Одиннадцать основали Петровск, а 12-я под руководством Данилова — село. В материалах переписи (1725) по Симбирскому уезду в Даниловке, действительно, показано несколько семей пахотных солдат. В 1745 — село Дмитриевское (Даниловка) полковника В. Р. Данилова. В 1748 — сельцо Дмитриевское Узинского стана Пензенского уезда капитана Максима Васильевича Данилова (79 ревизских душ) и бригадира, князя Петра Васильевича Оболенского (291), всего 370 ревизских душ (РГАДА, ф.350, оп.2, е.хр.2543). К этому времени пахотные солдаты (потомки служилых людей), вероятно, были переведены на новое место службы (возможно, на Царицынскую линию в 1720 году).
На карте Петровского уезда 1783 года — село Дмитриевка (Чардым, Даниловка). В 1795 село Дмитриевское (Чардым, Даниловка) показано за подполковником, князем Николаем Петровичем Оболенским и подпоручиком Николаем Александровичем Усовым, у них 180 дворов, 718 ревизских душ (РГВИА, ф. ВУА, д.№ 19014, Петр. у., № 46). В конце 1790-х одна половина села Дмитриевского (Чардым, Даниловка) принадлежала поручику Н. А. Усову (вероятно, по наследству или в качестве приданого от Даниловых), другая — князю И. П. Оболенскому, а после него, по-видимому, графу Толстому (который, по преданию, привез сюда крестьян из подмосковного села Сеченка), затем — Унковскому и герцогу Лейхтенбергскому. В 1774 году Даниловка оказалась в зоне действия отрядов Е. И. Пугачева. По преданию, у Калабардина пруда (в 2-х верстах от села) повстанцы повесили помещицу Калабардиху и её трех дочерей. Около 1850 года на карте Ф. Ф. Шуберта винокуренный завод показан на южной окраине села на левом берегу речки Чунак при её впадении в Чардым. К северо-западу от завода, через овраг, находился «господский двор».
В 1858 помещиками показаны Унковский и Усов. В 1871 на средства помещика Унковского построена новая церковь, рядом с нею находилась часовня. В 1877 — центр Даниловской волости Петровского уезда Саратовской губернии, 397 дворов, церковь, часовня, школа, 2 лавки, 3 постоялых двора, 7 ветряных мельниц, в 2-х верстах — винокуренный завод. В 1889 году из 497 семей в селе 40 — зажиточных, 100 — средних, остальные бедные; в селе только два сада, рассадка деревьев по улицам проводилась принудительно в целях противопожарной безопасности; «православных» («греческого закона») — 212 душ, старообрядцев поморской секты — 1000 душ, у них свой молельный дом (из Медико-топографического описания с. Даниловки: «СГВ», Н.ч., 1889, № 56).
В 1910 году в селе 630 домов, из них 120 крыто железом, остальные соломой и соломой с глиной; 6078 жителей. Имелось 2 крестьянских общества — Графское и Усовское. Концы села именовались (1910): Умёт, Завраг (за оврагом), Яик, Вятка, Бутыровка, Усовка, Голивка, Балдуевка. В 1906 в селе находились помещичьи экономии братьев Алексея и Сергея Сергеевичей Усовых, а также герцога Лейхтенбергского. Причем у герцога имелось 2 винокуренных и 1 ректификационный заводов, на них трудилось до 250 рабочих, а также паровая мельница и сад в 500 яблонь; у Усовых — 1 винокуренный (спиртовой) завод и сад в 200 яблонь.
В 1914 году у даниловских крестьян имелось 379 лошадей, 280 коров, 150 овец, 5 кузниц, овчинный завод, 4 ветряных мельницы, маслобойка, 1 постоялый двор. В селе 7 лавок, 1 пивная лавка. В конце 1880-х годов в центре села построена земская больница. Основной промысел крестьян — портняжный и плотнический. В годы Столыпинской реформы вблизи Даниловки образовалось до 25 крестьянских поселений, от 5 до 10 дворов. Перед революцией имелось 2 школы — земская и церковно-приходская, грамотных в селе 1900 чел. В те же годы была часовня, построенная на месте, где «выходила из земли икона с изображением Божьей Матери», а в сельской церкви в это время «сама собой загорелась свеча». В 1897 году в селе проживало 822 старообрядца поморского согласия. В 1911—510 дворов, православная церковь, единоверческая церковь, земская школа, больница, ветеринарный пункт, почтовая контора. В 1914 при селе показаны усадьба герцога Лейхтенбергского (1 дом, 262 жителя) и усадьба Усова на реке Чардым (1 дом, 61 житель), два крестьянских общества.
В 1910 году организовано Петровское (названо по Петровскому уезду) опытное поле с агрономом Г. К. Веховым во главе. В середине 1920-х годов оно превратилось в небольшую научно-исследовательскую организацию со штатом в 15-20 человек. В 1928 году опытное поле преобразовано в Петровскую сельскохозяйственную опытную станцию. С 1922 по 1994 годы станция вывела 56 новых сортов различных сельскохозяйственных культур. В 1992 году станция преобразована в многоотраслевое хозяйство, научно-производственное объединение «Петровское» с 29867 га угодий, в том числе 24387 га пашни.
13 февраля 1918 в Даниловской волости установлена Советская власть. В конце марта 1921 года село занимали восставшие под руководством эсеров против большевиков донские казаки — отряд в 3000 штыков и сабель (командир Федор Попова, награждённый за заслуги перед революцией орденом Боевого Красного Знамени). Были расстреляны местные большевики, комсомольцы, учителя, беспартийные советские активисты.
С 18 января 1935 года по 30 сентября 1958 года — центр Даниловского района в составе Саратовского края (с 1939 года — в составе Пензенской области).
В 1937 в селе находились центральные усадьбы свиносовхоза, колхозов «Имени 12-й годовщины Октября», «Сталинец», работали спиртзавод, артель «Дуга». 1955 в селе центральные усадьбы колхоза имени Хрущева и совхоза «Даниловский». В 1956 году в районе насчитывалось 17 тыс. жителей, 16 колхозов, совхоз, 3 машинно-тракторные станции, спиртзавод, маслодельный завод, 33 школы, 38 учреждений культуры, 2 больницы, 14 фельдшерско-акушерских пунктов, колхозный родильный дом. Ведущее сельскохозяйственное предприятие — совхоз «Даниловский». В 1980-е годы — центральная усадьба того же совхоза.

## Население
| 1748  | 1795  | 1859  | 1877  | 1884  | 1897  | 1902  |
| ----- | ----- | ----- | ----- | ----- | ----- | ----- |
| 740   | ↗1436 | ↗3116 | ↘3009 | ↘2335 | ↘2259 | ↗2438 |
| 1911  | 1914  | 1921  | 1926  | 1939  | 1959  | 1979  |
| ↗2968 | ↘2958 | ↗3239 | ↘3221 | ↗3793 | ↘3779 | ↘2137 |
| 1989  | 1996  | 2002  | 2010  |       |       |       |
| ↘1575 | ↘1421 | ↘1334 | ↘1215 |       |       |       |

## Известные люди
Летом 1897 года, а также в июне-сентябре 1898 года в имении Усовых жил 17-18-летний писатель Борис Бугаев (Андрей Белый), здесь у него проявился интерес к философии и эстетике А. Шопенгауэра, написаны стихи и лирические отрывки в прозе.
В начале 1900-х гг. в Даниловке у бабушки по матери жила девочка-сирота, будущая певица Лидия Андреевна Русланова, отсюда она попала в Саратовский детский приют.
В 1916 году в Даниловке родился будущий академик ВАСХНИЛ, специалист в области генетики и селекции растений Григорий Владимирович Гуляев.
В 1942 году здесь родился Анатолий Александрович Васильев — советский и российский театральный режиссёр, педагог, заслуженный деятель искусств Российской Федерации, лауреат Государственной премии Российской Федерации, создатель «Школы драматического искусства».